# Muraj (Krk)
Muraj (olaszul: Valdimaùr, Murai di Veglia) falu Horvátországban Tengermellék-Hegyvidék megyében. Közigazgatásilag Krkhez tartozik.

## Fekvése
A Krk-sziget Šotoventonak nevezett nyugati részén Krk városától 4 km-re északra, a Kornić feletti dombon a Punat – Krk út mellett fekszik. Mára majdnem összeépült a szomszédos Kornić-csal.

## Története
Területe a 15. század közepéig csak gyéren lakott volt, főként néhány módosabb vegliai család használta mezőgazdasági célokra, elsősorban állattartásra. A Frangepánok, hogy fokozzák az adóból származó bevételeiket a 15. században velebiti vlachokat telepítettek ide, akik egy sajátos nyelvet az úgynevezett krki románt (krčkorumunjski) beszélték.
A Frangepánok krki uralma 1480-ig tartott, amikor Velence tartva attól, hogy a Mátyás magyar király elfoglalja Frangepán VII. Jánost a sziget átadására bírta. Ezt követően Krk szigetét a Velence által kinevezett kormányzók, velencei nemesek igazgatták, akik viszonylagos önállóságot élveztek. A 16. század elején a török veszély miatt a kontinens területeiről számos menekült érkezett ide. 1797-ben a napóleoni háborúk egyik következménye a Velencei Köztársaság megszűnése volt. Napóleon bukása után 1813-ban Krk osztrák kézre került. Ausztria 1822-ben a Kvarner szigeteivel együtt elválasztotta Dalmáciától és Isztriával kapcsolta össze, mely közvetlenül Bécs irányítása alá tartozott. 1867 és 1918 között az Osztrák–Magyar Monarchia része volt. 1857-ben 54, 1910-ben 79 lakosa volt. Az Osztrák-Magyar Monarchia bukását rövid olasz uralom követte, majd a település a Szerb–Horvát–Szlovén Királyság része lett. A második világháború idején előbb olasz, majd német csapatok szállták meg. A háborút követően újra Jugoszlávia, majd az önálló horvát állam része lett. 2011-ben 45 lakosa volt. A múltban nagyobb népességű település mára inkább üdülőfalu lett, bár állandó lakossága az utóbbi években számottevően gyarapodott.

## Lakosság
| Lakosság változása | Lakosság változása | Lakosság változása | Lakosság változása | Lakosság változása | Lakosság változása | Lakosság változása | Lakosság változása | Lakosság változása | Lakosság változása | Lakosság változása | Lakosság változása | Lakosság változása | Lakosság változása | Lakosság változása | Lakosság változása |
| ------------------ | ------------------ | ------------------ | ------------------ | ------------------ | ------------------ | ------------------ | ------------------ | ------------------ | ------------------ | ------------------ | ------------------ | ------------------ | ------------------ | ------------------ | ------------------ |
| 1857               | 1869               | 1880               | 1890               | 1900               | 1910               | 1921               | 1931               | 1948               | 1953               | 1961               | 1971               | 1981               | 1991               | 2001               | 2011               |
| 54                 | 59                 | 54                 | 59                 | 70                 | 79                 | 83                 | 65                 | 47                 | 45                 | 34                 | 23                 | 13                 | 10                 | 11                 | 45                 |